# Umma gumma
Umma gumma is een libellensoort uit de familie van de beekjuffers (Calopterygidae) in de onderorde van de juffers (Zygoptera).
De wetenschappelijke naam van de soort werd in 2015 gepubliceerd door Klaas-Douwe Dijkstra, Jens Kipping en Nicolas Mézière. De naam verwijst naar het album Ummagumma dat Pink Floyd in 1969 uitbracht.
De soort komt voor in de regenwouden van Centraal-Afrika; het holotype werd verzameld in Gabon en de soort werd verder ook aangetroffen in Kameroen, Congo-Brazzaville en Congo-Kinshasa.